# Hofanlage Deichstraße 214
Die Hofanlage Deichstraße 214 in Berne-Bardenfleth, direkt hinter dem Deich, stammt aus dem 17. bis 19. Jahrhundert.
Aktuell (2023) wird sie wahrscheinlich auch landwirtschaftlich genutzt.
Die Gebäude stehen unter Denkmalschutz (siehe auch Liste der Baudenkmale in Berne).

## Beschreibung
Die Hofanlage besteht aus:
- dem eingeschossigen Wohn- und Wirtschaftsgebäude von 1818 (Inschrift), im Kern aus dem 18. Jahrhundert, als Zweiständer-Hallenhaus mit Backsteinaußenwänden und an den nördlichen Traufseiten in Fachwerk, mit Krüppelwalmdach, Niedersachsengiebel; der östliche eingeschossige verputzte Wohnhausanbau mit Satteldach stammt von 1910,
- dem Stallanbau in Backstein an der südlichen Traufseite des Wirtschaftsteils mit Fachwerkgiebel und Krüppelwalmdach,[2]
- der eingeschossigen Scheune vom 17. Jahrhundert in Fachwerk als Ankerbalkenkonstruktion, teils mit Steinausfachungen (Hofseite), ansonsten verbohlt, mit reetgedecktem Walmdach und Querdurchfahrt,[3]
- dem kleinen Speicher vom späten 18. oder frühen 19. Jh. in Wandständerkonstruktion mit Ankerbalken in Fachwerk mit Steinausfachungen sowie Satteldach.[4]
- sowie weiteren nicht denkmalgeschützten Nebenanlagen.

Das Landesdenkmalamt befand: „… geschichtliche Bedeutung … als beispielhafte, in den ältesten erhaltenen Teilen noch aus dem 17. Jh. stammende Hofanlage …“